# Province ecclésiastique de Rouen

Carte de France

La province ecclésiastique  de Rouen est une circonscription religieuse française créée au Moyen Âge et réformée en 1802. Elle correspond aujourd'hui à la région Normandie. L’archevêque de Rouen porte le titre, aujourd'hui honorifique, de primat de Normandie. Elle est une des quinze provinces ecclésiastiques de l'Église catholique en France.
Fiche pratique :
- Siège (archevêché) : Rouen
- Subdivisions :
  - Archidiocèse de Rouen (archevêché métropolitain)
  - Diocèse de Bayeux et Lisieux
  - Diocèse de Coutances et Avranches
  - Diocèse d'Évreux
  - Diocèse de Séez.
  - Diocèse du Havre
- Population en 2006 : 3 317 027 habitants
- Superficie : 29 885 km2
- Archevêque métropolitain : Dominique Lebrun.

## Description géographique
Le territoire de la province ecclésiastique de Rouen correspond depuis 1802 aux départements de la Seine-Maritime (diocèses de Rouen et du Havre), du Calvados (diocèse de Bayeux-et-Lisieux), de l'Eure (diocèse d'Évreux), de la Manche (diocèse de Coutances et Avranches) et de l'Orne (diocèse de Séez).

## Histoire de la province ecclésiastique

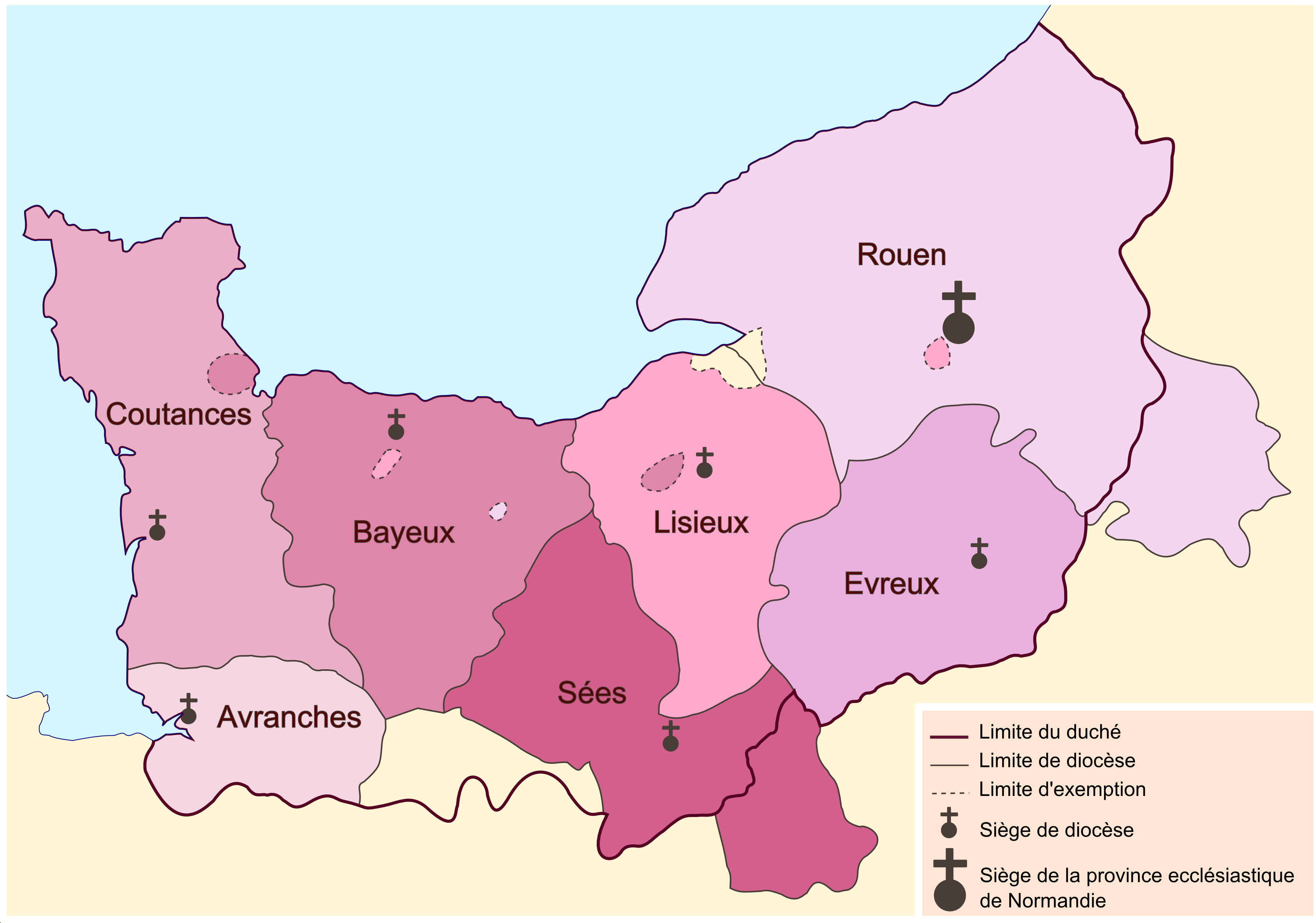
La province ecclésiastique de Normandie avant 1802

### Histoire contemporaine
En 2011, les diocèses de la province adoptent une stratégie commune de communication pour le denier du culte.

## Administration

### Les archevêques métropolitains de Rouen
Les archevêques métropolitains sont nommés par le pape, sur proposition du nonce apostolique. Ils reçoivent ensuite le pallium de ses mains.
- Liste des archevêques de Rouen

La cour ecclésiastique, métropolitaine et provinciale, instituée le 5 octobre 1335, comprenait à l'origine dans son ressort les sept diocèses de la province, ainsi que celui de Québec au Canada.

### Les évêques suffragants
Le territoire de la province de Rouen comprend six diocèses, un archidiocèse et cinq diocèses suffragants :
- Archidiocèse de Rouen : Dominique Lebrun, primat de Normandie

1. Diocèse de Bayeux et Lisieux : Jacques Habert
2. Diocèse de Coutances et Avranches : Grégoire Cador
3. Diocèse d'Évreux : Olivier de Cagny
4. Diocèse de Séez : Bruno Feillet
5. Diocèse du Havre : Jean-Luc Brunin